# Stratonice Ire
Pour les articles homonymes, voir Stratonice.
Titre
Reine séleucide
301 av. J.-C. – 268 av. J.-C.
Stratonice Ire (en grec ancien Στρατoνίκη / Stratoníkê), née vers 318 av. J.-C. et morte vers 254, est une princesse macédonienne devenue reine séleucide, appartenant à la dynastie des Antigonides. Sœur d'Antigone II Gonatas, elle épouse Séleucos Ier puis son fils Antiochos Ier.

## Biographie
Stratonice est une des filles de Démétrios Poliorcète et de Phila, fille d'Antipater. En 301 av. J.-C., âgée de 17 ans, elle épouse Séleucos Ier dont elle aura une fille, Phila II.
Réputée pour sa grande beauté, elle inspire une violente passion à son beau-fils Antiochos. Selon la tradition, Séleucos, après avoir consulté son médecin Érasistrate et soucieux de préserver la santé de son unique héritier tombé malade, accepte de la lui céder pour femme. Cette union arrive au moment où Antiochos reçoit le titre de corégent du royaume et la gouvernance des Hautes satrapies. Stratonice est donc, elle aussi, proclamée reine et gouverne au côté de son époux les satrapies supérieures. Elle meurt en 254 à Sardes tel que rapporté par une table astronomique.

## Famille

### Mariage et enfants
De son premier mariage avec Séleucos Ier, en 301 av. J.-C., naît :
- Phila II.

De son second mariage en 294 av. J.-C. avec Antiochos Ier, le fils de Séleucos Ier, naissent :
- Séleucos (it) (mort en 267) ;
- Antiochos II[6] ;
- Stratonice II[6] ;
- Apama II[6] ;
- Laodicé (el).

## Stratonice dans la peinture

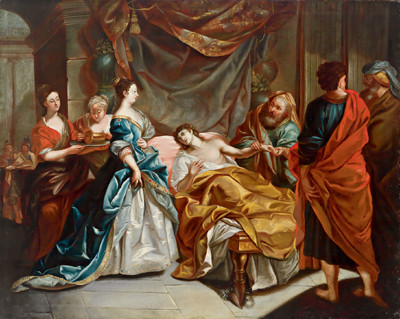
La maladie d'amour d'Antiochus, Johann Baptist Anwander.
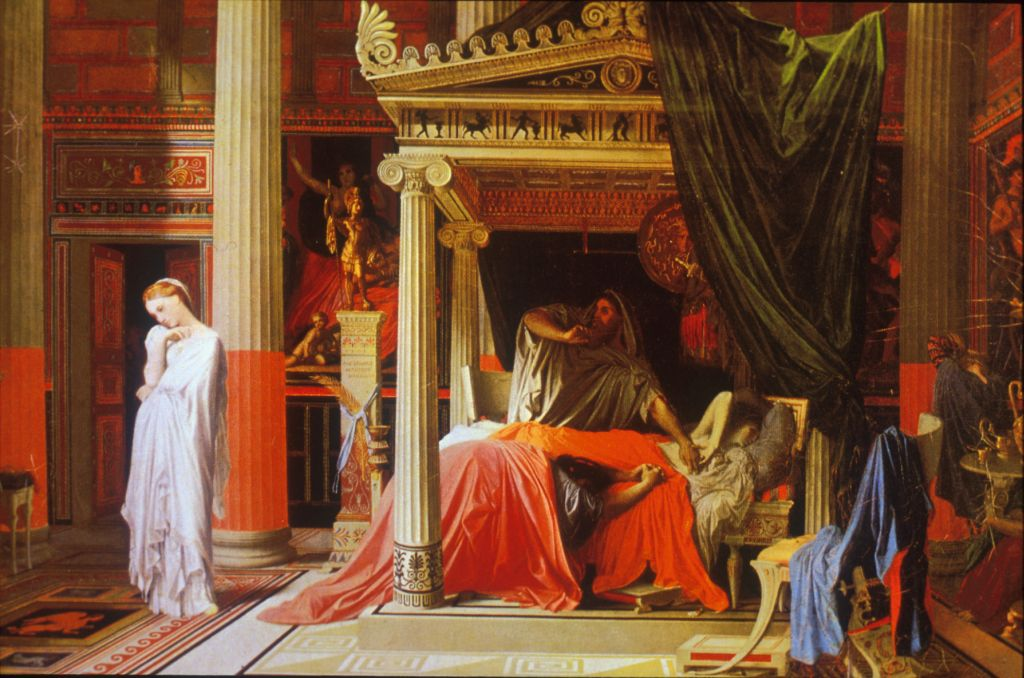
La Maladie d'Antiochus, Jean-Auguste-Dominique Ingres.
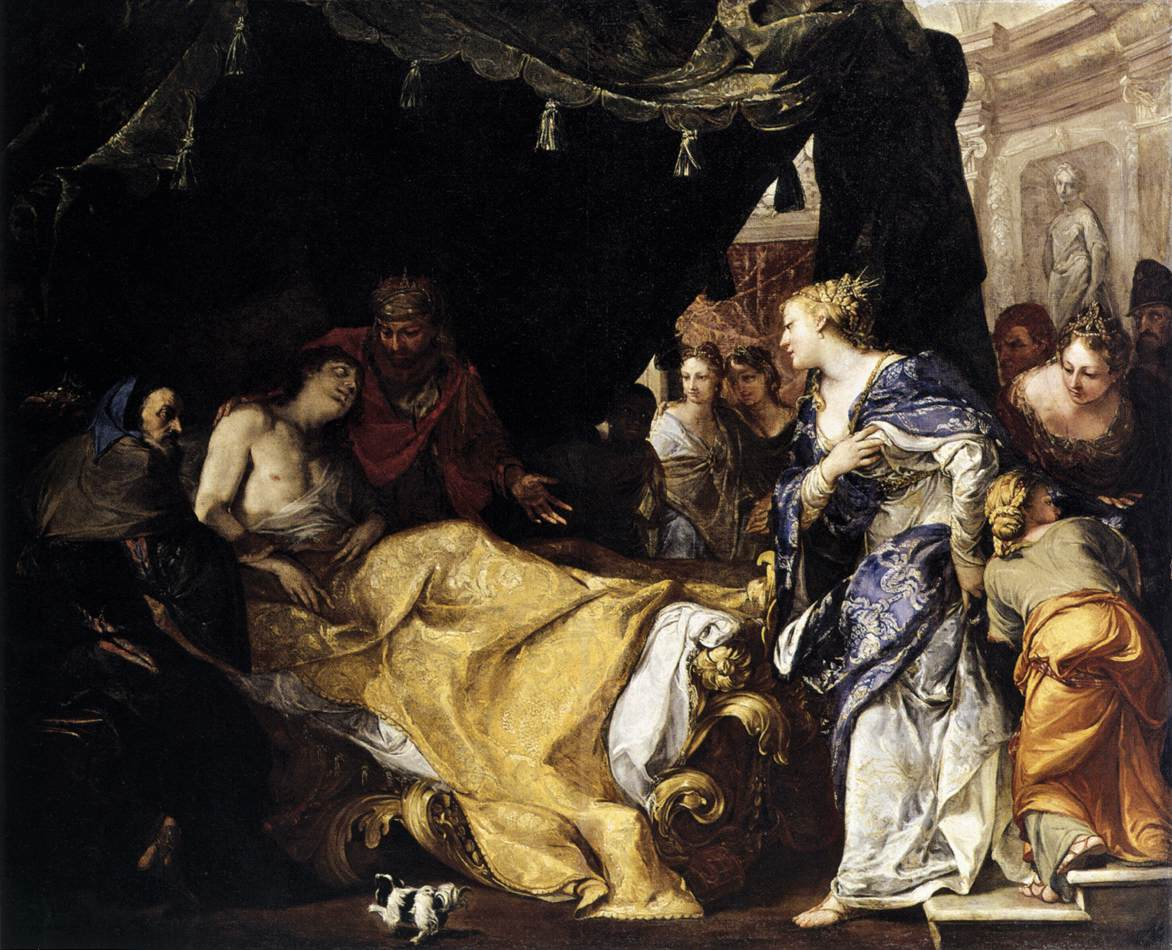
Antiochus et Stratonice, Antonio Bellucci.
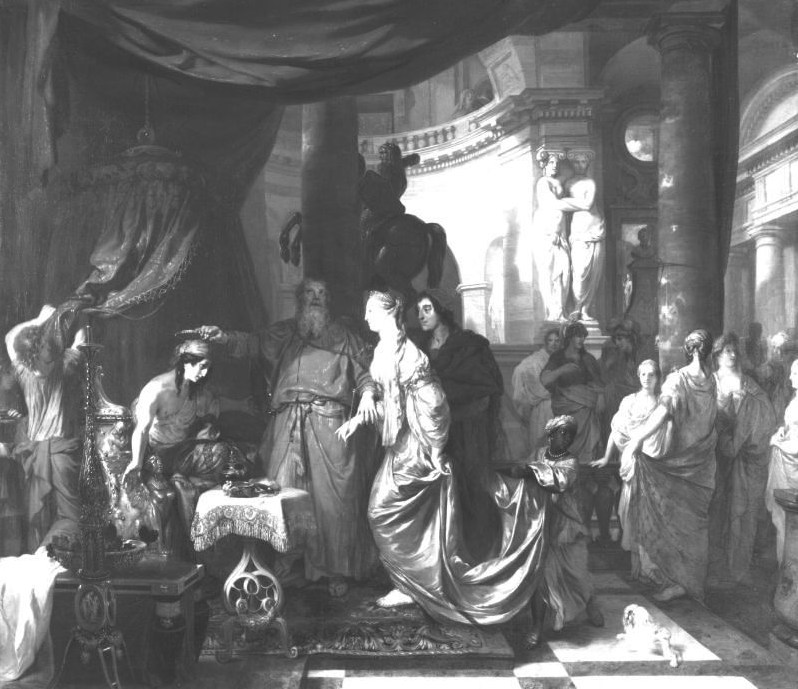
Antiochus et Stratonice, Gérard de Lairesse.